# Pucciniastrum brachybotrydis
Pucciniastrum brachybotrydis är en svampart som först beskrevs av Woldemar Tranzschel, och fick sitt nu gällande namn av Jørst. 1907. Pucciniastrum brachybotrydis ingår i släktet Pucciniastrum och familjen Pucciniastraceae.   Inga underarter finns listade i Catalogue of Life.